# سید علی شاه گیلانی
سید علی شاه گیلانی (زاده ۲۹ سپتامبر ۱۹۲۹ – درگذشته ۱ سپتامبر ۲۰۲۱) یک رهبر سیاسی برجسته در منطقهٔ جامو و کشمیر بود. او یکی از چهره‌های برجسته‌ای  است که از «حق خود مختاری» برای مردم جامو و کشمیر حمایت می‌کرد. او از طرفداران الحاق مشروط و موقت کشمیر به پاکستان بود. در اوایل زندگی سیاسی‌اش، حزبی با نام «تحریک حریت» به وجود آورده بود، ولی بعداً این حزب را منحل کرد و یکی از اعضای جماعت جامو و کشمیر شد. هر چند در خلال این حادثه‌ها، او برای دوری جستن از کشمکش‌های بین هند و مردمی که به دنبال «خود مختاری» جامو و کشمیر بودند، در حزبش اصلاحاتی انجام داد. تحریک حریت یکی از اجزای تشکیلات حریت است که او در ریاست آن قرار دارد.

## مرگ
بر اساس گزارش‌های منتشره، گیلانی که دچار عوارض تنفسی شده بود در روز اول سپتامبر ۲۰۲۱ در محل اقامت خود در حیدرپورا، سرینگر به دلیل بیماری طولانی مدت درگذشت.